# Dysschema salvatoris
Dysschema salvatoris là một loài bướm đêm thuộc phân họ Arctiinae, họ Erebidae.